# Staat Grão-Pará e Maranhao
De Staat Grão-Pará e Maranhao is een staat in Brazilië tussen 1751-1772. Na het Verdrag van Madrid (1750) kregen de Portugezen de toelating om het binnenland van Zuid-Amerika te exploiteren, tot dan volgens het Verdrag van Tordesillas, eigendom van het Spaanse Rijk.
De nieuw veroverde staat Grão-Pará (de huidige deelstaten Amazonas en Pará) gekoppeld aan de deelstaat Maranhao.
In 1772 werd de Staat Grão-Pará e Maranhao opgesplitst in de Staat Grão-Pará e Rio Negro en de Staat Maranhão e Piaui

1534 Brazilië na het Verdrag van Tordesillas
1751 De deelstaat Grão-Pará
1789 Brazilië  na het Verdrag van Madrid